# Arsenał-2 Kijów
Arsenał-2 Kijów (ukr. Футбольний клуб «Арсенал-2» Київ, Futbolnyj Kłub "Arsenał-2" Kyjiw) – ukraiński klub piłkarski z siedzibą w Kijowie. Jest drugim zespołem klubu Arsenał Kijów. Status profesjonalny otrzymał w roku 2003.
Zgodnie z regulaminem klub nie może awansować do ligi, w której już gra I zespół klubu, oraz nie może występować w rozgrywkach Pucharu Ukrainy.
W sezonie 2003/2004 występował w rozgrywkach ukraińskiej Drugiej Lihi.
Obecnie występuje jako klub dublerów Arsenał Kijów.

## Historia
Chronologia nazw:
- 2003—2004: Arsenał-2 Kijów (ukr. «Арсенал-2» Київ)

W 2003 roku zgłosił się do rozgrywek w Drugiej Lidze i otrzymał status profesjonalny.
W sezonie 2003/04 Arsenał-2 Kijów zrezygnował z występów po 26 kolejce, kiedy wprowadzono turniej dublerów. Drugi zespół występuje jako klub dublerów Arsenał Kijów.

## Sukcesy
- 16. miejsce w Drugiej Lidze (1 x):

2003/04

## Inne
- Arsenał Kijów